# Пифей (лунный кратер)
Кратер Пифей (лат. Pytheas) — небольшой молодой ударный кратер в южной части Моря Дождей на видимой стороне Луны. Название присвоено в честь древнегреческого купца, путешественника, географа Пифея (ок. 380 — ок. 310 до н. э.) и утверждено Международным астрономическим союзом в 1935 г. Образование кратера относится к коперниковскому периоду.

## Описание кратера

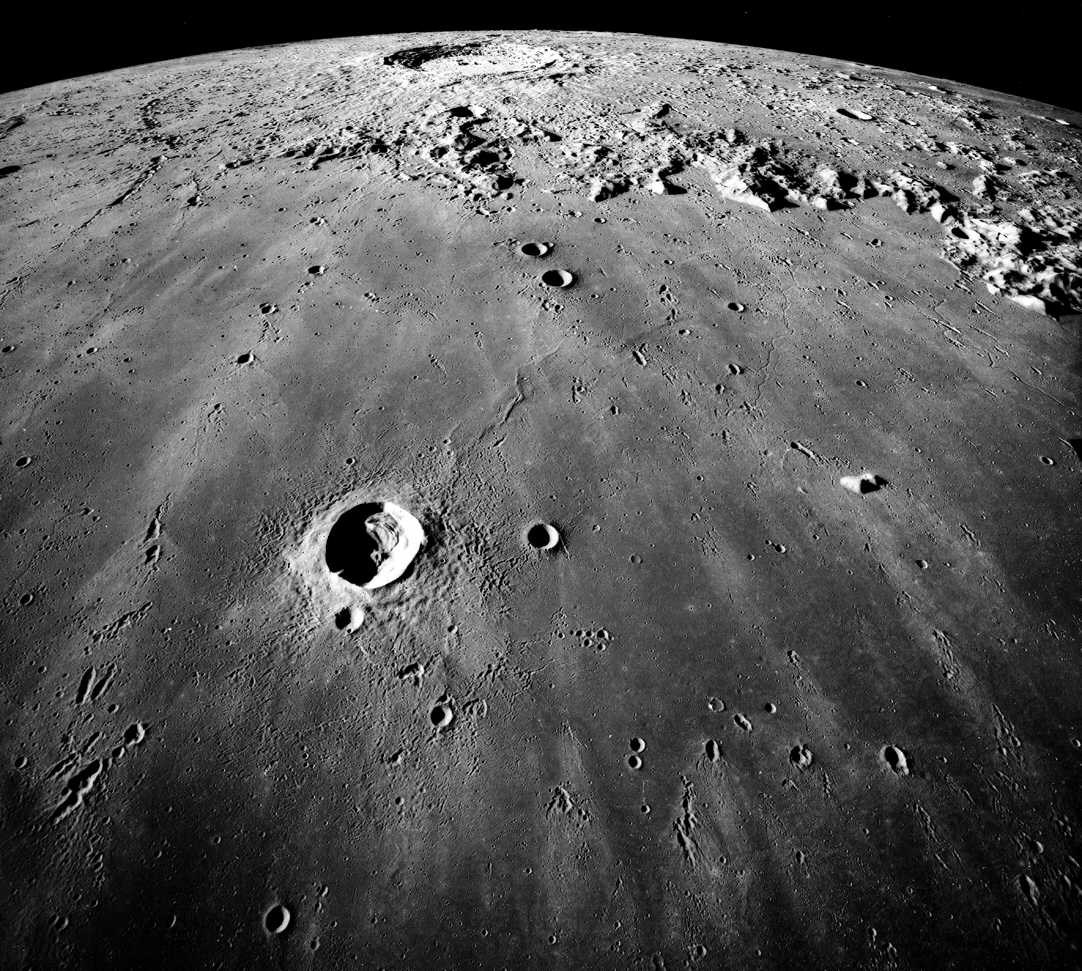
Кратер Пифей. Снимок с борта Аполлона-17, север внизу.

Ближайшими соседями кратера являются кратер Эйлер на западе-северо-западе; кратер Ламберт на севере; кратер Тимохарис на северо-востоке; кратер Эратосфен на юго-востоке; кратер Гей-Люссак на юге и кратер Майер Т. на западе-юго-западе. На юге-юго-западе от кратера Пифей расположены горы Карпаты, на востоке-юго-востоке – горы Апеннины. Селенографические координаты центра кратера — 20°34′ с. ш. 20°35′ з. д. / 20,57° с. ш. 20,59° з. д., диаметр — 18,8 км, глубина — 2540 м.
Кратер Пифей имеет полигональную форму и практически не разрушен, вероятно образован импактом под низким углом (приблизительно 15°). Вал с четко очерченной кромкой и массивным внешним склоном, внутренний склон вала со следами террасовидной структуры (особенно на западе), неравномерный по ширине. В северной части внешнего склона располагается сателлитный кратер Пифей D. Высота вала над окружающей местностью достигает 780 м, объем кратера составляет приблизительно 240 км³. Дно чаши пересеченное, покрытое осыпями пород.
Кратер Пифей включен в список кратеров с яркой системой лучей Ассоциации лунной и планетарной астрономии (ALPO) (его лучевая система простирается на расстояние до 50 км от центра кратера в северо-западном направлении) и в список кратеров с темными радиальными полосами на внутреннем склоне Ассоциации лунной и планетарной астрономии (ALPO). Кроме этого, относится к числу кратеров, в которых зарегистрированы температурные аномалии во время затмений. Объясняется это тем, что подобные кратеры имеют небольшой возраст и скалы не успели покрыться реголитом, оказывающим термоизолирующее действие.
Местность вокруг кратера Пифей отмечена светлыми лучами от кратера Коперник, расположенного на юге.

## Сателлитные кратеры

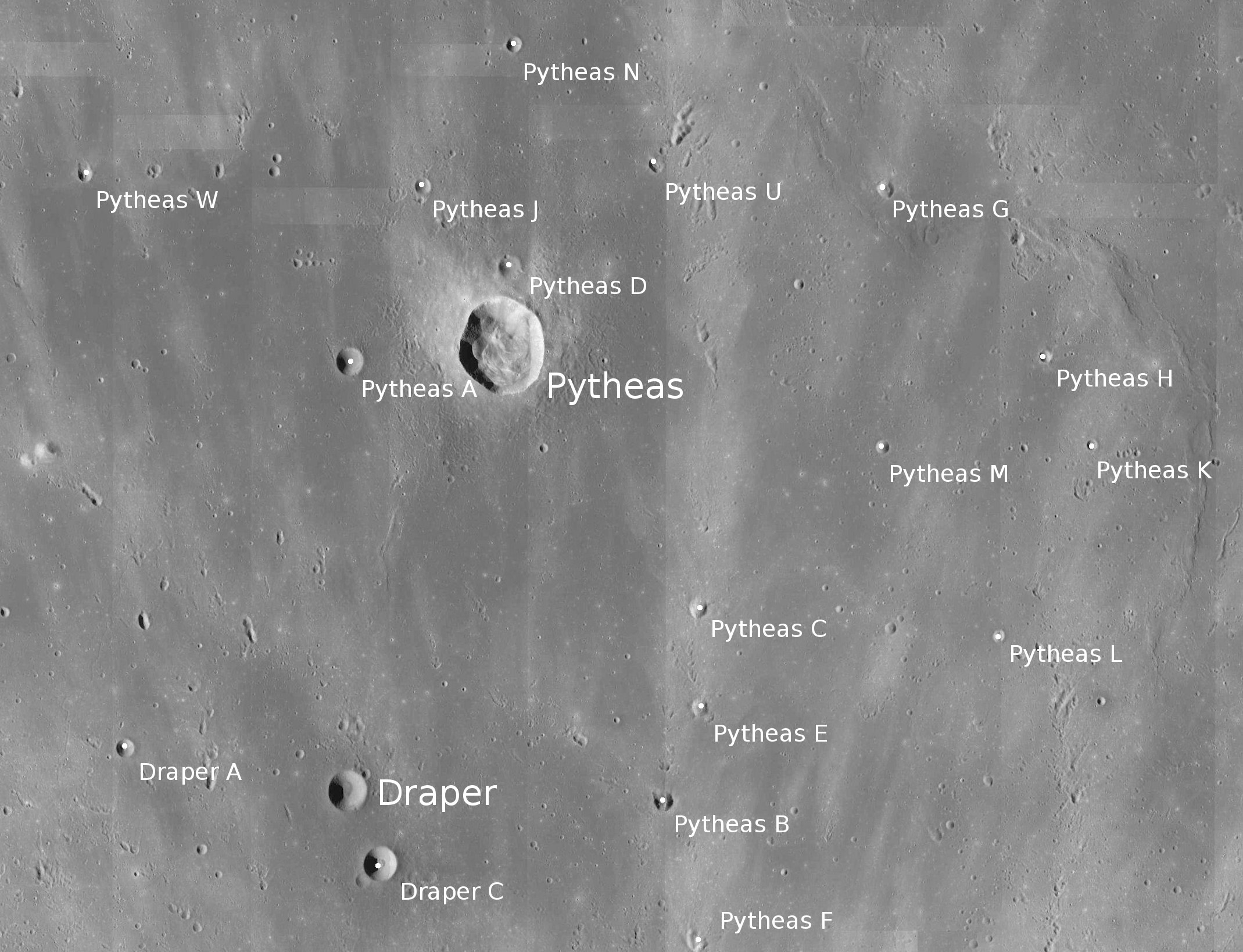
Снимок зонда Lunar Reconnaissance Orbiter.

| Пифей | Координаты                                            | Диаметр, км |
| ----- | ----------------------------------------------------- | ----------- |
| A     | 20°28′ с. ш. 21°44′ з. д. / 20,47° с. ш. 21,74° з. д. | 5,7         |
| B     | 17°30′ с. ш. 19°23′ з. д. / 17,5° с. ш. 19,39° з. д.  | 4,2         |
| C     | 18°49′ с. ш. 19°08′ з. д. / 18,81° с. ш. 19,13° з. д. | 3,8         |
| D     | 21°05′ с. ш. 20°32′ з. д. / 21,09° с. ш. 20,54° з. д. | 4,8         |
| E     | 18°08′ с. ш. 19°07′ з. д. / 18,14° с. ш. 19,12° з. д. | 3,6         |
| F     | 16°33′ с. ш. 19°08′ з. д. / 16,55° с. ш. 19,14° з. д. | 3,9         |
| G     | 21°37′ с. ш. 17°44′ з. д. / 21,62° с. ш. 17,73° з. д. | 3,5         |
| H     | 20°30′ с. ш. 16°32′ з. д. / 20,5° с. ш. 16,53° з. д.  | 2,6         |
| J     | 21°38′ с. ш. 21°11′ з. д. / 21,63° с. ш. 21,19° з. д. | 3,5         |
| K     | 19°55′ с. ш. 16°11′ з. д. / 19,91° с. ш. 16,18° з. д. | 2,3         |
| L     | 18°37′ с. ш. 16°53′ з. д. / 18,62° с. ш. 16,89° з. д. | 2,6         |
| M     | 19°54′ с. ш. 17°46′ з. д. / 19,9° с. ш. 17,76° з. д.  | 2,9         |
| N     | 22°34′ с. ш. 20°30′ з. д. / 22,57° с. ш. 20,5° з. д.  | 3,1         |
| U     | 21°47′ с. ш. 19°27′ з. д. / 21,78° с. ш. 19,45° з. д. | 2,9         |
| W     | 21°43′ с. ш. 23°43′ з. д. / 21,71° с. ш. 23,71° з. д. | 2,8         |

## См.также
- Список кратеров на Луне
- Лунный кратер
- Морфологический каталог кратеров Луны
- Планетная номенклатура
- Селенография
- Минералогия Луны
- Геология Луны
- Поздняя тяжёлая бомбардировка